# Northwest Territorial Imperative
Northwest Territorial Imperative (cunoscută și sub denumirea de Northwest Imperative) reprezintă o idee asociată separatismului alb și popularizată începând din anii 1970-1980 în comunitățile naționaliste, supremațiste, separatiste și neonaziste din Statele Unite. Conform acestei idei, în regiunea de nord-vest a Statelor Unite⁠(d) - mai precis statele Washington, Oregon, Idaho și vestul Montanei - trebuie înființat un stat dominat de rasa ariană unde toți indivizii rasei albe să se mute. Unele versiuni ale acestei idei includ și statele Wyoming, California de Nord⁠(d) și Montana.
Zona în care se dorește fondarea unei viitoare patrii a albilor a fost aleasă din mai multe motive: se află la distanța de zonele în care există populații mari de evrei, persoane de culoare⁠(d) și alte minorități; este izolată geografic, fapt care împiedică guvernul Statelor Unite să rețină activiști; teritoriile întinse fac imposibilă reglementarea pescuitului și vânătorii, iar regiunea le asigură accesul la porturile maritime și Canada.
Înființarea unei astfel de „patrii albe” implică și expulzarea tuturor celor de altă rasă care locuiesc în teritoriile respective. Proiectul are mai multe denumiri: „Northwest Imperative”, „White American Bastion”, „White Aryan Republic”, „White Aryan Bastion”, „White Christian Republic” sau „10% solution”. Liderii supremaciști Robert E. Miles, Robert Jay Mathews și Richard Butler sunt considerați primii susținători ai ideii.
Teritoriile menționate în Northwest Territorial Imperative se suprapun cu cele ale mișcării Cascadia⁠(d), însă între cele două planuri nu există legături directe.